# 中路重之
中路 重之（なかじ しげゆき、Shigeyuki NAKAJI、1951年7月21日 - ）は、日本の医師、医学者。学位は医学博士（弘前大学・1983年）。弘前大学大学院医学研究科特任教授。青森県医師会健やか力推進センター・センター長。青森県総合健診センター・理事長。専門は癌の疫学、スポーツ医学、公衆栄養学ほか。

## 略歴
- 1951年 - 長崎県諫早市生まれ
- 1970年 - 長崎県立諫早高等学校卒業
- 1979年 - 弘前大学医学部卒業
- 1983年 - 弘前大学大学院医学研究科（公衆衛生学）修了、医学博士取得。弘前大学医学部内科学第一講座入局
- 1989年 - 弘前大学医学部 衛生学講座・助手
- 1990年 - 弘前大学医学部 衛生学講座・同講師
- 1999年 - 弘前大学医学部 衛生学講座・助教授
- 2004年 - 弘前大学医学部 衛生学講座・教授
- 2005年 - 弘前大学医学部 社会医学講座・教授
- 2012年 - 弘前大学大学院 医学研究科長 兼 医学部長
- 2017年 - 現在 弘前大学大学院 医学研究科・特任教授

ほか

## 所属学会
- 日本民族衛生学会

ほか